# Bruin vetweefsel

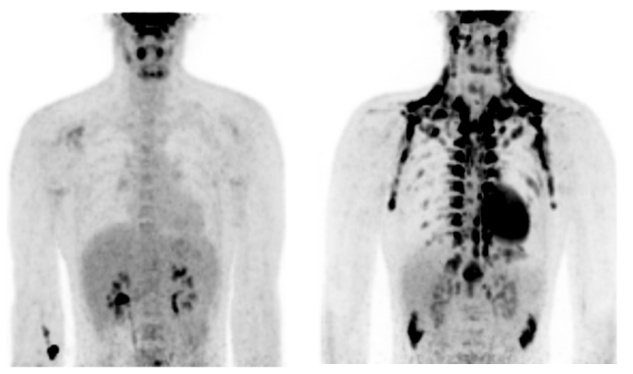
In een warme omgeving is bruin vet niet actief (links). Bij blootstelling aan milde kou vindt warmteproductie plaats in het bruine vet (rechts).

Bruin vetweefsel of textus adiposus fuscus is een van de twee typen vetweefsel die in zoogdieren worden aangetroffen. In tegenstelling tot wit vetweefsel, dat voornamelijk werkt als opslagruimte voor vetten, is de primaire functie van bruin vetweefsel het voortbrengen van lichaamswarmte door de verbranding van vetzuren en glucose. Bruin vet dankt zijn naam aan het grote aantal mitochondriën dat deze vetcellen bevatten, vele malen meer dan de vetcellen in wit vetweefsel, waardoor het bruin van kleur lijkt. Bruin vetweefsel komt alleen voor bij zoogdieren.

## Voorkomen
Bij vele soorten zoogdieren is bruin vetweefsel aangetoond. Jonge zoogdieren hebben dit nodig om warm te blijven, omdat ze nog niet veel isolerend wit vetweefsel hebben en de warmteproductie door rillen nog niet optimaal werkt. Knaagdieren en zoogdieren die een winterslaap houden hebben dit weefsel gedurende hun hele leven. Bij deze dieren speelt de warmte-opwekkende capaciteit van bruin vet een zeer grote rol bij het op niveau brengen en houden van hun lichaamstemperatuur.
Ook bij mensen is bruin vetweefsel aanwezig. Bij pasgeborenen bestaat ongeveer vijf procent van het lichaamsgewicht uit bruin vet. Dit is gelokaliseerd in gebieden rond de ruggenwervels en tussen de schouders en is van groot belang bij het handhaven van de lichaamstemperatuur.
Er werd lang gedacht dat het bruine vetweefsel zou verdwijnen bij het volwassen worden. Echter, in 2009 werd bekend dat ook volwassenen over bruin vetweefsel beschikken. Dit bruine vetweefsel kan zichtbaar worden gemaakt met behulp van PET-scanning, waarbij een radionuclide-bevattende stof (een gelabeld suiker) wordt ingespoten die opgenomen wordt in metabool actieve lichaamcellen. Het bruine vet kan worden geactiveerd door de mens aan koude bloot te stellen. Deze koude zorgt ervoor dat het bruine vet actief warmte gaat produceren en dus metabool zeer actief is, waardoor het de merkerstof zal opnemen als energiebron. De locaties waar deze merkerstof wordt opgenomen kunnen vervolgens zichtbaar worden gemaakt op een PET-/CT-scan.
Studies naar de werking van bruin vet zouden een belangrijke rol kunnen spelen in de zoektocht naar nieuwe methoden voor gewichtsverlies, omdat het bruine vet zorgt voor extra energiegebruik door verbranding van vet uit witte vetcellen.

## Weefselleer

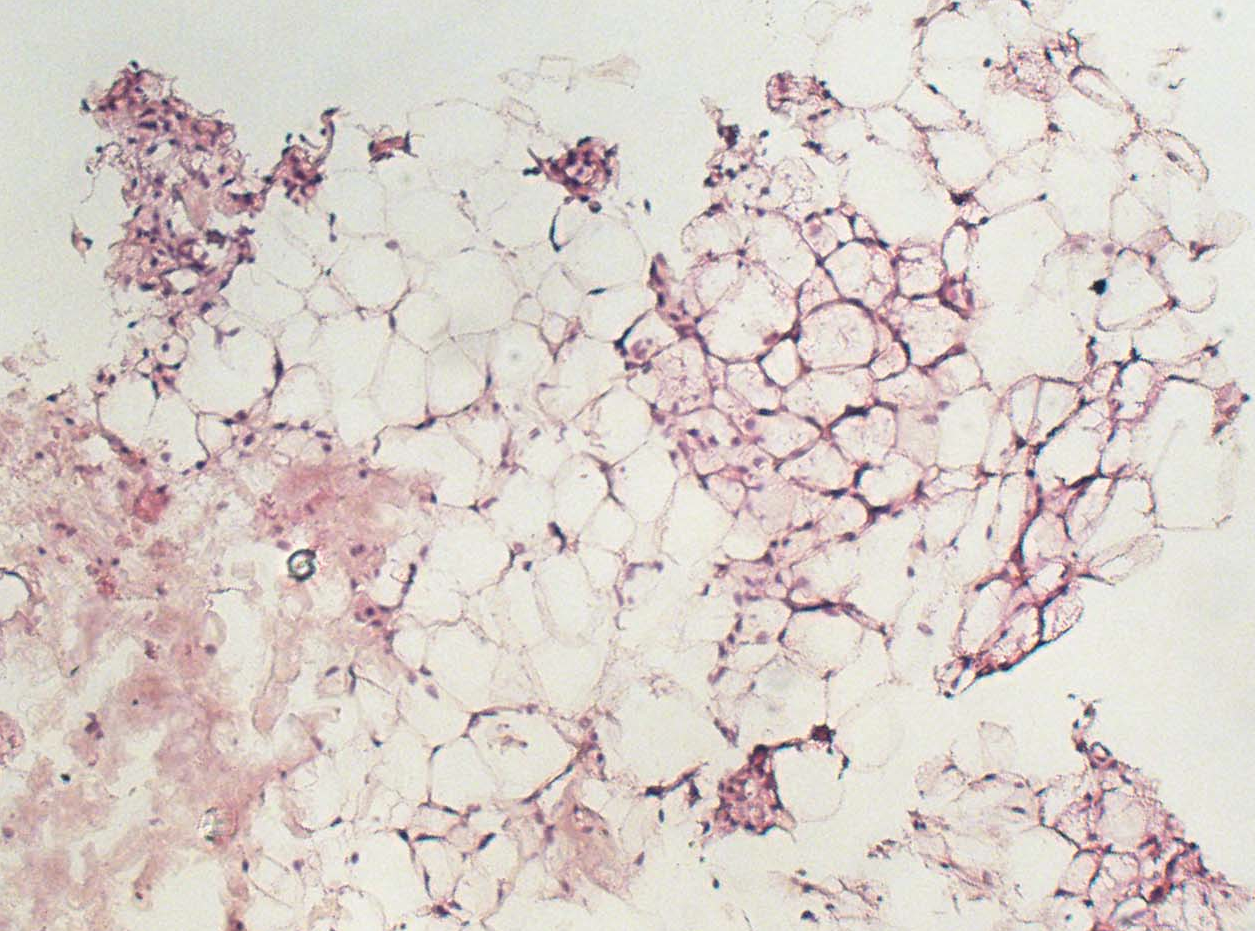
Bruine vetcellen zijn vaak te vinden tussen de witte. Ze bevatten meerdere vetdruppels per cel, terwijl de witte slechts één grote vetdruppel bevatten.

Vetcellen in bruin vetweefsel bevatten meerdere vacuolen en meerdere vetdruppels en de celkern ligt centraal in de cel. Dit is in tegenstelling tot vetcellen in wit vetweefsel, die één grote vetdruppel bevatten en een celkern aan de rand van de cel. Daarnaast bevatten bruine vetcellen veel mitochondriën, waarin de warmteproductie kan plaatsvinden. Het bruine vetweefsel is voorzien van veel haarvaten en is hierdoor goed doorbloed. Deze goede doorbloeding is belangrijk voor de aanvoer van de voedingsstoffen glucose en vetzuren. De bloeddoorstroming zorgt bovendien voor de afvoer van de warmte die in het bruine vet geproduceerd wordt. Bij volwassen mensen is bruin vetweefsel vaak vermengd met wit vetweefsel.

## Stofwisseling
Mitochondriën in eukaryote cellen gebruiken grondstoffen om energie te produceren in de vorm van ATP, via een proces dat de oxidatieve fosforylering of elektronentransportketen wordt genoemd. Protonen die worden gevormd bij de afbraak van grondstoffen worden hierbij actief over het binnenste mitochondriële membraan gepompt, onder invloed van de oxidatieve fosforylering, waardoor een protongradiënt ontstaat. De protonen kunnen terugstromen naar de mitochondriële matrix door het enzym ATP-synthase waarbij ATP wordt gevormd. Het pompen van de protonen over het mitochondriële binnenmembraan door de oxidatieve fosforylering is op deze manier aan de productie van gekoppeld.
Een uniek kenmerk van de mitochondria in bruine vetcellen is dat zij beschikken over grote aantallen van het ontkoppelingseiwit 1, afgekort UCP1. Dit UCP1 ligt op het mitochondriële binnenmembraan en kan ervoor zorgen dat de protonen vrij naar de mitochondriële matrix terug kunnen stromen. Hierdoor wordt de elektronentransportketen van de ATP-productie ontkoppeld en komt er energie in de vorm van warmte vrij.
Alle cellen van warmbloedige organismen geven een bepaalde hoeveelheid warmte af en bevatten ontkoppelingseiwitten. Bruine vetcellen zijn hierin gespecialiseerd en hebben dan ook relatief veel mitochondriën en hoge concentraties ontkoppelingseiwitten per mitochondrion.